# Tubularia longstaffi
Tubularia longstaffi is een hydroïdpoliep uit de familie Tubulariidae. De poliep komt uit het geslacht Tubularia. Tubularia longstaffi werd in 1907 voor het eerst wetenschappelijk beschreven door Hickson & Gravely. 